# Municipio de Copándaro
El municipio de Copándaro es uno de los 113 municipios en que se encuentra dividido el estado mexicano de Michoacán de Ocampo. Su cabecera municipal es la localidad de Copándaro de Galeana.

## Toponimia
El nombre Copándaro proviene de los vocablos purépechas kupanda ‘aguacate’ y ro ‘lugar’: ‘lugar de aguacates’.

## Geografía
Copándaro está ubicado al norte del estado, a una altitud de 1840 m s. n. m. La localidad de Copándaro de Galeana, cabecera del municipio, se encuentra en la ubicación 19°16′0″N 100°19′1″O / 19.26667, -100.31694.
Limita al norte con los municipios de Cuitzeo y Huandacareo, al este con los municipios de Cuitzeo, al sur con Tarímbaro, al suroeste con el municipio de Morelia, y al oeste con municipios de Morelia y Chucándiro.
El municipio de Copándaro tiene una extensión territorial de algo más de 173 km².
Junto con los municipios de Acuitzio, Álvaro Obregón, Cuitzeo, Charo, Chucándiro, Huandacareo, Indaparapeo, Morelia, Queréndaro, Santa Ana Maya, Tarímbaro y Zinapécuaro, integra la región 3-Cuitzeo del estado de Michoacán.
La totalidad del área del municipio está incluida en la cuenca del lago de Cuitzeo. Este cuerpo de agua, considerado el segundo en importancia de México, se encuentra gravemente impactado a causa de la escasez de lluvias, la deforestación de la cuenca, la contaminación provocada por el vertido de aguas residuales y residuos industriales, entre otras causas. Debido al carácter rural de la población de Capándaro, la degradación del lago es un riesgo de incremento de su vulnerabilidad social.

## Demografía
La población total del municipio de Copándaro es de 9484 habitantes, lo que representa un crecimiento promedio de 0.59 % anual en el período 2010-2020 sobre la base de los 8952 habitantes registrados en el censo anterior. Al año 2020 la densidad del municipio era de 54,73 hab/km².
| Gráfica de evolución demográfica de Municipio de Copándaro entre 2000 y 2020 |
|                                                                              |
| Fuente: Instituto Nacional de Estadística Geografía e Informática            |

En el año 2010 estaba clasificado como un municipio de grado medio de vulnerabilidad social, con el 12.96 % de su población en estado de pobreza extrema.
La población del municipio está mayoritariamente alfabetizada (12.27 % de personas analfabetas al año 2010) con un grado de escolarización en torno de los 6 años. Solo el 0.27 % de la población se reconoce como indígena.

### Localidades
En el censo de 2020 el municipio de Copándaro contaba con 14 localidades.
| Código INEGI    | Localidad               | Población (2020) |
| --------------- | ----------------------- | ---------------- |
| 160180001       | Copándaro de Galeana    | 3 165            |
| 160180012       | San Agustín del Maíz    | 1 861            |
| 160180013       | Santa Rita              | 1 148            |
| 160180009       | El Nispo                | 706              |
| 160180002       | Arúmbaro                | 675              |
| 160180004       | Cañada de la Yerbabuena | 568              |
| 160180003       | Las Canoas              | 406              |
| 160180005       | Congotzio               | 160              |
| 160180007       | El Fresno               | 100              |
| 160180011       | Rosa de Castilla        | 83               |
| 160180010       | Palo Alto               | 70               |
| 160180006       | Las Cruces              | 50               |
| Total municipal | Total municipal         | 9 484            |

## Monumentos históricos
En el municipio se preservan:
- Templo del Señor Santiago
- Antiguo Convento Agustino
- Capilla de Santa Rita, en la localidad del mismo nombre